# Ammadies
Ammadies (in greco Αμμαδιές?; in turco Günebakan) o Amadies è un villaggio abbandonato nella regione della Tillyria, nel nord-ovest di Cipro. Esso dipende de iure dal distretto di Nicosia di Cipro, e de facto dal distretto di Lefke di Cipro del Nord. Sino al 1974 il villaggio era a forte prevalenza turco-cipriota.

## Geografia fisica
Amadies o Ammadhies è situato nella regione della Tillyria/Dillirga, quattro chilometri a ovest di Limnitis/Yeşilırmak, a nord della Linea Verde.

## Origini del nome
Il nome del villaggio deriva dalla parola greca corrotta "ammodouies", che significa "spiaggia di sabbia". Nel 1958, i turco-ciprioti adottarono il nome alternativo Günebakan, che letteralmente significa "di fronte al giorno".

## Società

### Evoluzione demografica
In tutti i censimenti in cui il villaggio è menzionato, mostra una popolazione prevalentemente musulmana (turco-cipriota), con solo pochissimi abitanti greco-ciprioti che appaiono occasionalmente nei registri. La popolazione di Amadies/Günebakan aumentò costantemente da 118 abitanti nel 1891 a 175 nel 1946. Tuttavia, un calo significativo fu registrato nel 1960.
Nessuno fu sfollato da questo villaggio durante la Violenza intercomunitaria cipriota degli anni '60. Tuttavia, durante questo periodo, il villaggio servì come un importante centro di accoglienza per i rifugiati turco-ciprioti che fuggivano dai villaggi vicini. Secondo Richard Patrick, nel 1971 c'erano ancora 62 turco-ciprioti sfollati che risiedevano nel villaggio. Patrick scrive anche che Amadies/Günebakan faceva parte dell'enclave di Limnitis/Yeşilırmak. Limnitis, Xerovounos, Yörük köy (un campo profughi fondato nel 1964) e Amadies/Günebakan erano racchiusi su tre lati da una zona di cessate il fuoco fortificata che era stata teatro di violenti confronti armati all'inizio del 1964 e nel 1968. Molti turco-ciprioti sfollati da Vroisha/Yağmuralan e Agios Ioannis/Süleymaniye, così come alcune famiglie di altri villaggi della Tillyria/Dillirga, cercarono rifugio in questa enclave durante gli anni '60. A causa della sua vicinanza alla Linea Verde, il villaggio iniziò ad essere utilizzato come campo militare nel 1964. Per questo motivo, così come per la sua vicinanza a potenziali scontri, sia gli abitanti originari del villaggio che gli sfollati dei villaggi circostanti iniziarono gradualmente a trasferirsi a Limnitis/Yeşilırmak negli anni '60. Dopo la guerra del 1974, tutti i civili rimasti furono trasferiti fuori dal villaggio. Attualmente, i turco-ciprioti sfollati di Amadies/Günebakan sono sparsi in tutto il nord dell'isola, soprattutto nella città di Morfou/Güzelyurt e nel villaggio di Karavostasi/Gemikonağı.
Il villaggio è adesso deserto e in rovina.